# بيير شاتيل (إزار)
بيير شاتيل هي بلدية في إزار في جنوب شرق فرنسا.